# Hardball (televisieserie uit 1989)
Hardball is een Amerikaanse politieserie die van september 1989 tot en met juni 1990 op NBC werd uitgezonden. De hoofdrollen werden vertolkt door John Ashton en Richard Tyson. De serie is enigszins geïnspireerd door de Lethal Weapon-films. Er werd slechts een seizoen van 18 afleveringen geproduceerd.

## Uitgangspunt
Hardball volgt twee LAPD-agenten in burgerkleding: Charlie "C.B." Battles (John Ashton) en Joe "Kaz" Kaczierowski (Richard Tyson). Battles, een 45-jarige hardvochtige veteraan die strikt volgens het boekje werkt, wordt gedwongen om een kantoorbaan aan te nemen of met pensioen te gaan. Hij krijgt al snel een nieuwe partner toegewezen, de 25-jarige lefgozer Kaczierowski die zo zijn eigen regels volgt bij het omgaan met criminelen. Het tweetal raakt het al snel oneens over hun respectievelijke methoden van wetshandhaving.

## Rolverdeling
| Acteur          | Personage              |
| --------------- | ---------------------- |
| John Ashton     | Charlie "C.B." Battles |
| Richard Tyson   | Joe "Kaz" Kaczierowski |
| John Pappas     | Pappas                 |
| Neil Blitstein  | barman                 |
| Barney McFadden | Ballantine             |
| Michael DeLano  | Al Martoni             |
| M.C. Gainey     | Moose Dobson           |
| Sean McCann     | Captain Briggs         |

## Afleveringen
1. Till Death Do Us Part
2. The Silver Scream
3. The One Armed Bandit
4. Which Witch Is Which?
5. The Cleveland Indian
6. The Fighting 52nd
7. Time Bomb
8. Trying to Make a Living, and Doing the Best I Can
9. The Out of Towner
10. The Cool Katt
11. The Angel of Death
12. A Killer Date
13. A Death in the Family
14. Sex, Cops, and Videotape
15. Wedding Bell Blues
16. Prescription for Murder
17. Every Dog Has His Day
18. The Hunt for Honus Wagner